# Cratere Wilder
Wilder  è un cratere sulla superficie di Venere. Deve il proprio nome alla scrittrice statunitense Laura Ingalls Wilder (1867-1957), autrice della serie La piccola casa nella prateria.